# مردان پیشگام (فیلم ۲۰۰۱)
مردان پیشگام (به انگلیسی: Point Men) یک فیلم اکشن و جنایی محصول سال ۲۰۰۱ به کارگردانی جان گلن (که سابقاً کارگردان فیلم‌های جیمز باند در دهه ۱۹۸۰) بود.

## داستان
تونی اکهارت در یک عملیات ضد تروریستی مورد اصابت گلوله قرار می‌گیرد و اصرار دارد که مرد کشته شده در این عملیات هدف مورد نظر آنها، عمار کمیل، تروریست نبوده‌است. کمیل تحت عمل جراحی بازسازی گسترده صورت قرار می‌گیرد تا شبیه مردی به نظر برسد که ربوده شده‌است تا در یک کنفرانس مطبوعاتی برنامه‌ریزی شده برای ترور سقوط کند. اعضای تیم اسرائیلی کشته می‌شوند و اکهارت به تعقیب کمیل می‌پردازد در حالی که امیدوار است برای بزرگ کردن دختر متولد نشده‌اش زنده بماند.

## بازیگران
- کریستوفر لمبرت - تونی اکتهارت[۱]
- کری فاکس - مدی هاپ
- وینسنت رگان - امار کامیل
- کل مک‌آنینچ - هورست
- دونالد سامپتر - بننی باوم
- مریم دآبو - فرانسیس کلن